# 捷克斯洛伐克第三共和國
在第二次世界大戰中，捷克斯洛伐克從歐洲地圖上消失。捷克斯洛伐克第三共和國（捷克語：Třetí Československá republika）成立後，它成為一個主權國家。这不僅是法蘭西第三共和國、英國及美國同盟國的勝利結果，更表明了捷克斯洛伐克第一共和國所體現的捷克斯洛伐克理想的實力。但是，在第二次世界大戰結束時，捷克斯洛伐克處於蘇聯勢力範圍之內，這種情況主導了戰後重建的任何計劃或戰略。因此，捷克斯洛伐克的政治和經濟組織很大程度上成為愛德華·貝奈斯與居住在莫斯科的捷克斯洛伐克共產黨（KSČ）流亡者之間的談判的問題。

## 歷史
1945年4月以捷克斯洛伐克共产党为主要领导者的捷克斯洛伐克民族阵线联合政府成立。5月9日布拉格民众起义，在苏联红军帮助下解放捷克斯洛伐克全境。布拉格战役后流亡政府回国参与组建联合政府。1945年6月29日，捷克斯洛伐克与苏联签订协议，规定苏联交还二战前的捷克斯洛伐克领土，但是将喀尔巴阡鲁塞尼亚割让给苏联。
1947年苏联通过共产党人阻挠捷克斯洛伐克政府参与旨在复兴欧洲的“马歇尔计划”。
1948年2月，捷克斯洛伐克共產黨在政變中奪取了全部權力。儘管國號在1960年前仍為捷克斯洛伐克共和國，但1948年2月被認為是第三共和國的終結。